# Digonogastra rubriceps
Digonogastra rubriceps är en stekelart som först beskrevs av Juan Brèthes 1913.  Digonogastra rubriceps ingår i släktet Digonogastra och familjen bracksteklar. Inga underarter finns listade i Catalogue of Life.